# تشارلز جنكينز (كاتب أغاني)
تشارلز جنكينز (بالإنجليزية: Charles Jenkins)‏ هو كاتب أغاني أمريكي، ولد في 14 ديسمبر 1975 في شيكاغو في الولايات المتحدة.

## روابط خارجية
- تشارلز جنكينز على موقع IMDb (الإنجليزية)